# Torre Val de San Pedro
Torre Val de San Pedro ist eine Gemeinde in der spanischen Provinz Segovia. Sie liegt im Süden der Autonomen Region Kastilien und León, an der Nordwestabdachung der Sierra de Guadarrama. Sie hat 180 Einwohner (Stand: 2024). 

## Geographie
Torre Val de San Pedro liegt etwa 20 Kilometer nordöstlich vom Stadtzentrum von Segovia in einer Höhe von ca. 1120 m. 
Torre Val de San Pedro befindet sich innerhalb der Zone des kontinentalen mediterranen Klimas.

## Bevölkerungsentwicklung
| Jahr      | 1970 | 1981 | 1991 | 2001 | 2011 | 2021 |
| Einwohner | 370  | 203  | 197  | 184  | 193  | 197  |

## Sehenswürdigkeiten
- Peterskirche
- Annenkirche
- Marienkirche
- Rochuskapelle

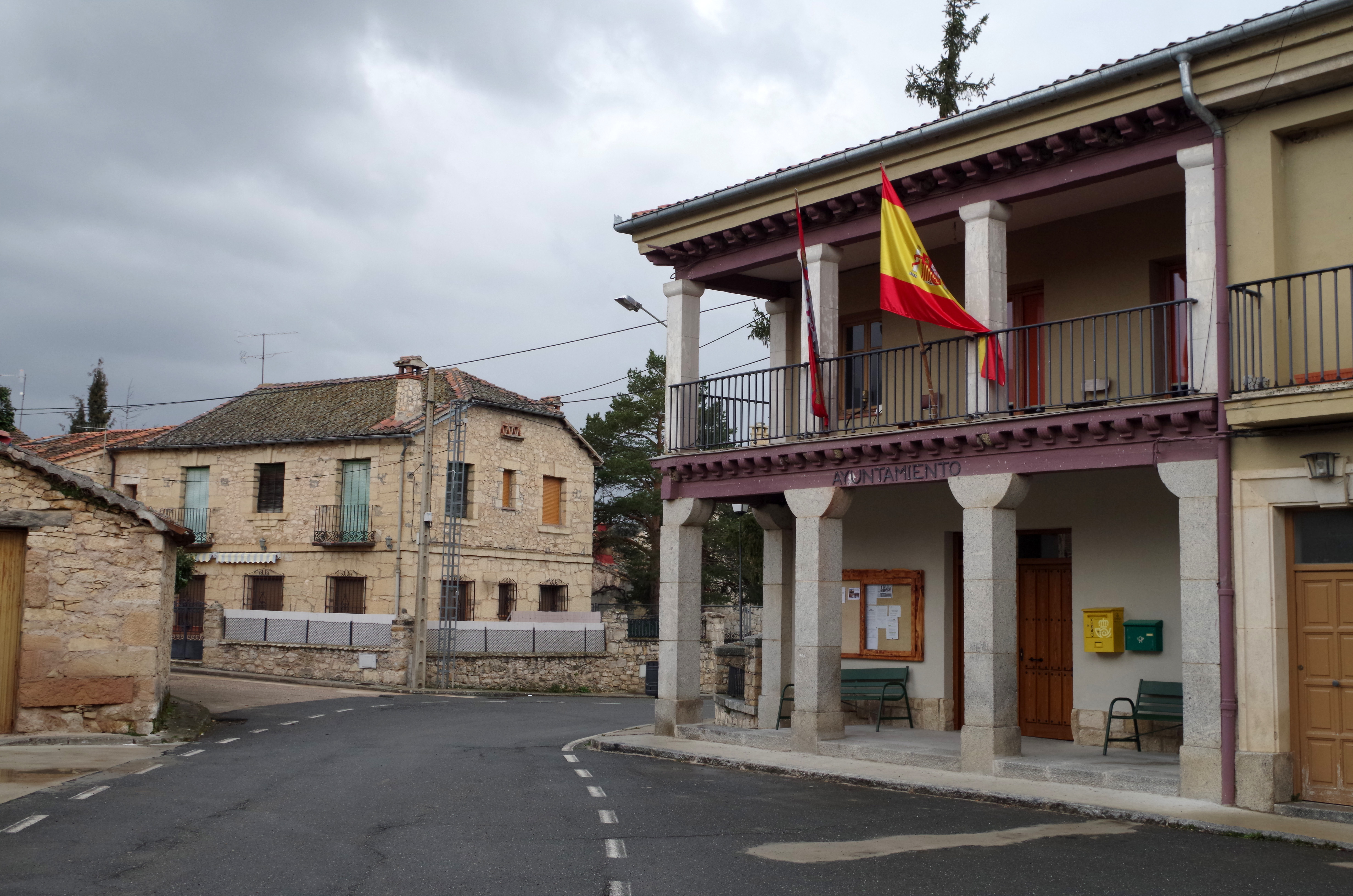
Rathaus

- Rathaus